# Memorial José Martí

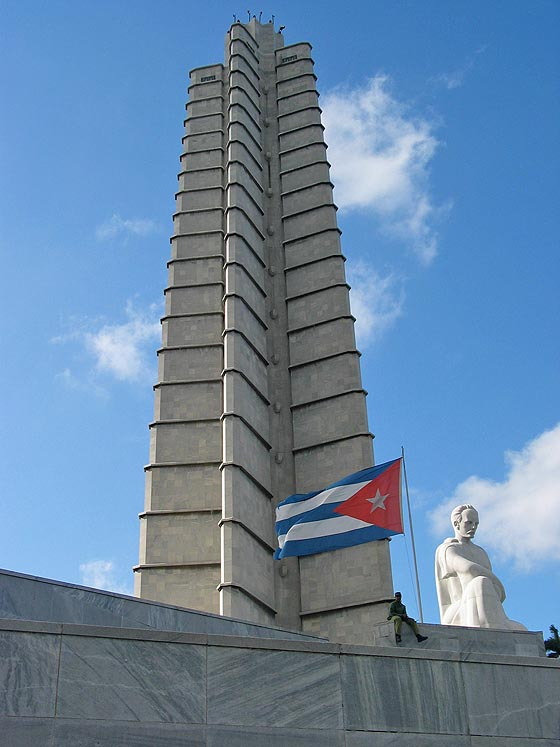
Memorial José Martí em 2005

O Memorial José Martí é um monumento dedicado a José Martí, o herói nacional cubano, localizado ao norte da  Plaza de la Revolución na cidade de Havana. O memorial é constituído por uma torre em forma de estrela e uma estátua de José Martí. 

## História
A torre de 109 metros de altura foi concebida por uma equipe de arquitetos, liderada por Enrique Varela, sob a forma de uma estrela de cinco pontas. A torre é feita de mármore da Isla de la Juventud. 
O projeto foi selecionado a partir de várias apresentações de projetos no início de 1939. Um dos projetos incluía uma versão da torre encimada por uma estátua de José Martí e um templo semelhante ao Lincoln Memorial, em Washington, DC. Um quarto concurso realizado em 1943 resultou na escolha do projeto do arquiteto Aquiles Maza e do escultor Juan José Sicre. 
A fim de avançar com a construção do monumento, a Ermida Monserrat, que ocupava o local proposto, teve de ser demolida. Vários protestos contra a demolição da ermida atrasaram a construção do monumento, que só começou em 1952. Ansioso para angariar o apoio popular após tomar o poder, Fulgêncio Batista, ao invés de seguir com o projeto vencedor, selecionou um projeto que havia conquistado o terceiro lugar. O projeto escolhido por Fulgêncio era do arquiteto Luis Enrique Varela, seu amigo pessoal.
A escolha deste modelo causou uma espécie de clamor público e, como resultado, o projeto foi modificado, a estátua foi removida do topo da torre e colocada na base do monumento. A construção começou em 1953 no 100º aniversário de nascimento de José Martí. A plataforma onde está localizada a estátua de José Martí é utilizada como pódio, quando se realizam manifestações na Plaza de la Revolución.